# Zach Hall
Zachary „Zach“ Hall (* 30. Januar 1984 in Nikiski, Alaska) ist ein US-amerikanischer Biathlet.
Zach Hall studierte am Dartmouth College, schloss dort 2007 sein Studium der Psychologie und Hirnforschung mit dem B.A. ab und startet für das Dartmouth Ski Team. Er lebt heute in Lake Placid und trainiert seit seinem Studienende bei Gary Colliander am dortigen Olympic Training Center. Seit der Saison 2008/09 gehört Hall zum B-Team der US-Biathleten und startete 2009 erstmals in Altenberg im IBU-Cup, wo er 79. des Einzels wurde. Weitere Rennen mit Ergebnissen bis knapp vor die Top 60 folgten. Zumeist tritt Hall jedoch in Rennen in Nordamerika, etwa dem Biathlon-NorAm-Cup an. In der Saison 2007/08 erreichte er in Jericho als Drittplatzierter eine Podiumsplatzierung. Weitere fünf Podiumsplätze, darunter drei zweite Ränge, folgten in der Saison. In der Gesamtwertung erreichte Hall hinter Jesse Downs den zweiten Platz. In der folgenden Saison gewann Hall in Itasca sein erstes NorAm-Cup-Rennen. Bei den US-Meisterschaften 2009 wurde er Dritter im Sprint. In der Saison 2009/10 konnte er in Nové Město na Moravě als 36. eines Einzels und 29. des Sprints erstmals Punkte im IBU-Cup gewinnen. Wenig später erfolgte Halls Debüt im Biathlon-Weltcup. In Antholz belegte er im Einzel den 85. und im Sprint den 96. Platz. Saisonhöhepunkt wurden die Biathlon-Europameisterschaften 2010 in Otepää, bei denen der US-Amerikaner 46. des Einzels, 38. des Sprints, 48. der Verfolgung und mit Wynn Roberts, Casey Simons und Leif Nordgren 12. mit der Staffel wurde. Auch in der Saison 2010/11 startete Hall regelmäßig international. Nach Einsätzen zumeist im IBU-Cup kam er in Presque Isle erneut im Weltcup bei einem Sprintrennen zum Einsatz und verbesserte als 70. seine Bestleistung.
Neben Biathlon betrieb Hall auch Skilanglauf und nahm seit 2004 sporadisch an internationalen und nationalen Wettkämpfen teil, ohne jedoch nennenswerte Platzierungen zu erreichen. Er ist mit Sara Studebaker liiert.

## Biathlon-Weltcup-Platzierungen
Die Tabelle zeigt alle Platzierungen (je nach Austragungsjahr einschließlich Olympische Spiele und Weltmeisterschaften).
- 1.–3. Platz: Anzahl der Podiumsplatzierungen
- Top 10: Anzahl der Platzierungen unter den ersten zehn (einschließlich Podium)
- Punkteränge: Anzahl der Platzierungen innerhalb der Punkteränge (einschließlich Podium und Top 10)
- Starts: Anzahl gelaufener Rennen in der jeweiligen Disziplin

| Platzierung                      | Einzel | Sprint | Verfolgung | Massenstart | Staffel | Gesamt |
| -------------------------------- | ------ | ------ | ---------- | ----------- | ------- | ------ |
| 1. Platz                         |        |        |            |             |         |        |
| 2. Platz                         |        |        |            |             |         |        |
| 3. Platz                         |        |        |            |             |         |        |
| Top 10                           |        |        |            |             |         |        |
| Punkteränge                      |        |        |            |             |         |        |
| Starts                           | 1      | 2      |            |             |         | 3      |
| Stand: nach der Saison 2013/2014 |        |        |            |             |         |        |